# تبلبو
33°50′12″N 10°08′04″E / 33.83666667°N 10.13444444°E
تبلبو هي بلدية تتبع معتمدية قابس الجنوبية بالجنوب التونسي والعمادات الاربعة التابعة لها اسمها تبلبو، المدو، ليماوة والأمازير. وتقع على بعد 3 كلم منها في بداية الطريق المؤدية إلى مدينة مدنين. تقع تبلبو على شاطئ البحر الأبيض المتوسط، ويمتد شاطئها على طول حوالي 5 كلم. كانت في الأصل قرية لكن نتيجة الامتداد العمراني اندمجت في مدينة قابس وأصبحت جزءا منها.

## التاريخ
وهي منطقة يعود تاريخها إلى ما قبل العهد الروماني كما أنها كانت محطة تاريخية للعديد من الرحالة من الأندلس أو المغرب العربي في اتجاه الشام توجد بها منطقة «المنارة» التي ذكرها التيجاني في رحلته
(لا نوم لا نوم ولا قرار * حتى أرى قابس والمنارة)
وهي عبارة عن منارة عالية لم يبق منها سوى بعض الأحجار المبعثرة.
أصبحت تبلبو بلدية في 26 ماي 2016.

## التسمية
واسم «تبلبو» في لفظه لا يخرج عن كونه عائدا إلى أصل أمازيغي. وكما هو معروف في كثير من أسماء البلدات الأمازيغية في تونس والمغرب العربي عامّة من قبيل: تطاوين، تمغزة، تاوجّوت، تشّين، تبسّة، تلمسان، تطوان..فإنّ حرف التاء سابقة في الأسماء. ويُنطق اسم تبلبو كما هو وبالأحرف اللاّتينيّة، ووفق النطق الفرنسي هكذا tbelbou. وهذا يؤكّد الأصل الأمازيغي لهذه البلدة السّاحلية الواقعة في الجنوب الشرقي من البلاد التونسيّة.

## النشاط الاقتصادي
يقوم اقتصاد سكانها أساسا على النشاط الفلاحي والصيد البحري، إلى جانب جملة من الأنشطة الاقتصادية والصناعية والتجارية،
- ومن بينها:

-معصرة الزيتون
-مدرسة ابتدائية ومعهد أساسي 
- معمل صناعة الرخام؛

## المعالم
وفي تبلبو كانت توجد حتى مطلع التسعينات من القرن العشرين عين ماء فوّارة لا يعرف لها تاريخ. وقد يمتد تاريخها إلى قرون بعيدة. وإلى جانب العين كان يوجد مقام الولي الصّالح «سيدي بوديس» وفيها بعض مقامات الأولياء الصّالحين أمثال «سيدي محِمّد الأسود» الواقع على الطّرف الجنوبي للمقبرة الواقعة شماليّ البلدة. كذلك مقام «سيدي علي المَدَاسي» وقد اندثر الآن في الأبنية الموجودة داخل البلدة. وخارج البلدة، وتحديدا في الغابة الواقعة بين تبلبو ومطُرّش يوجد مقام الولي الصّالح «سيدي إبراهيم» وهو كذلك من المقامات التي اندثرت الآن. أمّا في وسط تبلبو القديمة فتوجد زاوية «سيدي بوعلي» وهي ما تزال قائمة إلى الآن ولكنّها متهالكة. وكانت تقام فيها الحلقات الصّوفية «الحضرات» كلّ ليلة جمعة. وليس بعيدا عن الزاوية يوجد المسجد الجامع وهو مسجد قديم يُعتقد أنّه يمثّل نواة البلدة القديمة، خصوصا وانّه في مطلع السبعينات، وعند شق قنوات الماء الجديدة، كانت قد اكتشفت حواليه مقبرة لم تكن معروفة.و يحيط به من الجنوب حي الصّاباط وهو حي عتيق كانت بيوته مبنيّة بحجارة ضخمة تعتقد المخيّلة الشعبيّة أنّها من عهد الرّومان.
كما اكتشفت خلال العقود الأربعة الأخيرة من القرن العشرين ومطلع القرن الواحد والعشرين، بعض الآثار الجنائزيّة مثل الأواني الفخّارية والمصابيح وأدوات منزليّة أخرى كالأمشاط.و ممّا لا شك فيه أنها تعود إلى ما قبل العصر الإسلامي (الروماني أو الفينيقي)، وفي الجهة الجنوبية الشرقية لغابة تبلبو يوجد هنشير الشقاف. وهو مرتفع صغير في سهل يسمّى بشط الحمروني. وعلى هذا المرتفع أو الربوة الصغيرة الواقعة بالضبط ما بين حافة البحر وعلى كتف الوادي المسمّى بوادي السُرّاق، تنتشر آلاف القطع الخزفية المهشّمة. ومن المرجّح أنّه كان مرفأ فينيقيا كانت تتبادل فيه السلع بالمقايضة. ثم ورثه الرومان بدليل اكتشاف أقنية صغيرة في الهنشير نفسه مبنية على الطريقة الرومانية وهو اكتشاف حديث جدا. ومن خلال هذه الأقنية يمكن الاستنتاج أنّها حمّام روماني. وليس بعيدا عن هنشير الشقاف وفي الناحية المقابلة من الوادي اكتُشف وبالصّدفة عند شق طريق للسكك الحديدية وتحت رابية مرتفعة حجرات أرضية واسعة كانت محفورة بعناية وهي تصلح للسكن. ولم يوجد فيها مقتنيات.

## الأعلام
وتعتبر تبلبو مسقط رأس فنانين مشهورين في الساحة الفنية التونسية (التمثيل) الفنان الشهير «صالح الجدي» الذي اشتهر بالمسلسلات الرمضانية الدرامية وكذلك الفنان «فتحي الذهيبي» وكذلك الاعلامي «توفيق مجيد».